# Chaunacops coloratus
Chaunacops coloratus är en fiskart som först beskrevs av Garman, 1899.  Chaunacops coloratus ingår i släktet Chaunacops och familjen Chaunacidae. Inga underarter finns listade i Catalogue of Life.